# Estilo Tercera República

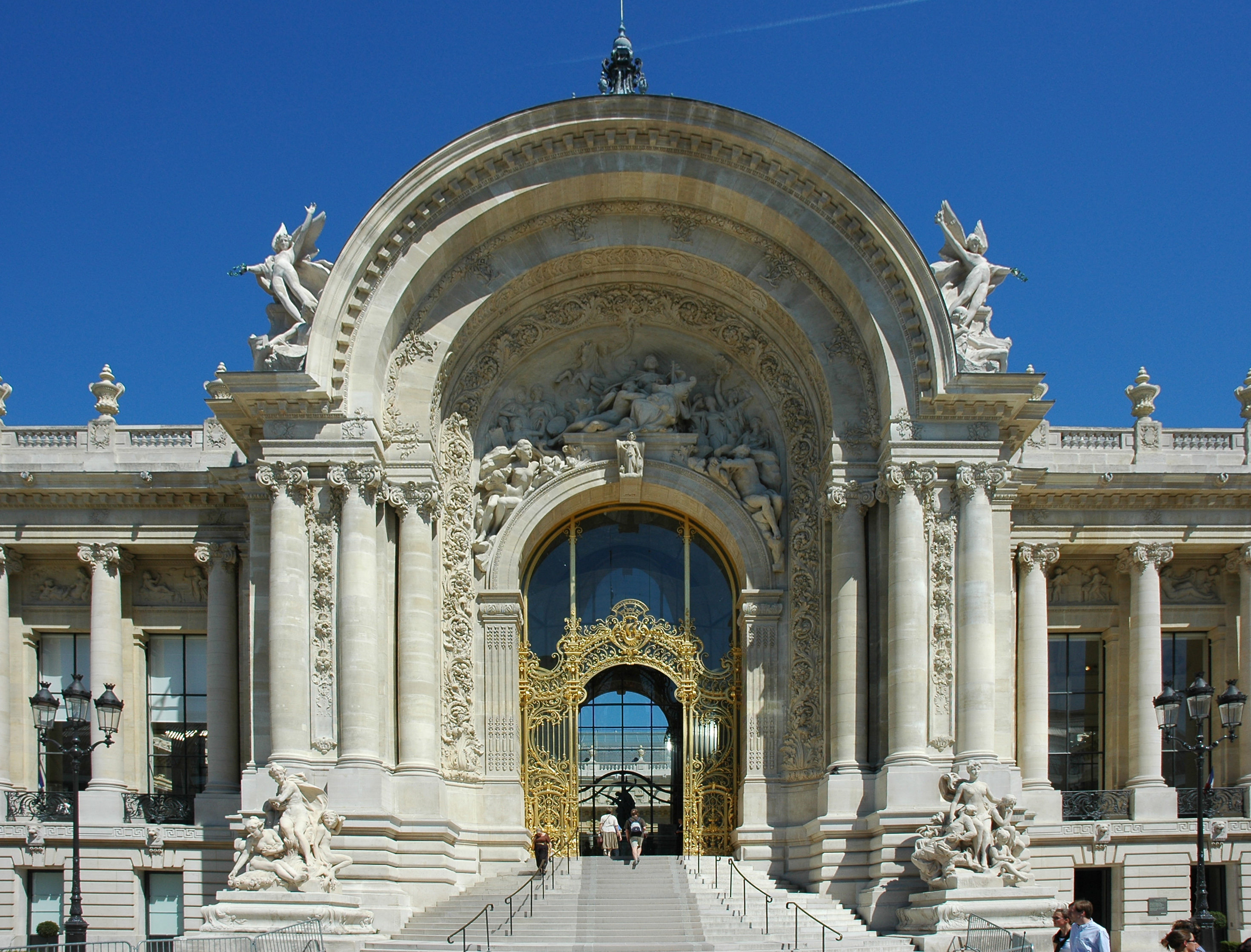
Entrada al Petit Palais, París, 1900. Arquitecto, Charles Girault; grupos escultóricos, de Jean-Antoine Injalbert, Maurice Ferrary y Louis Convers.

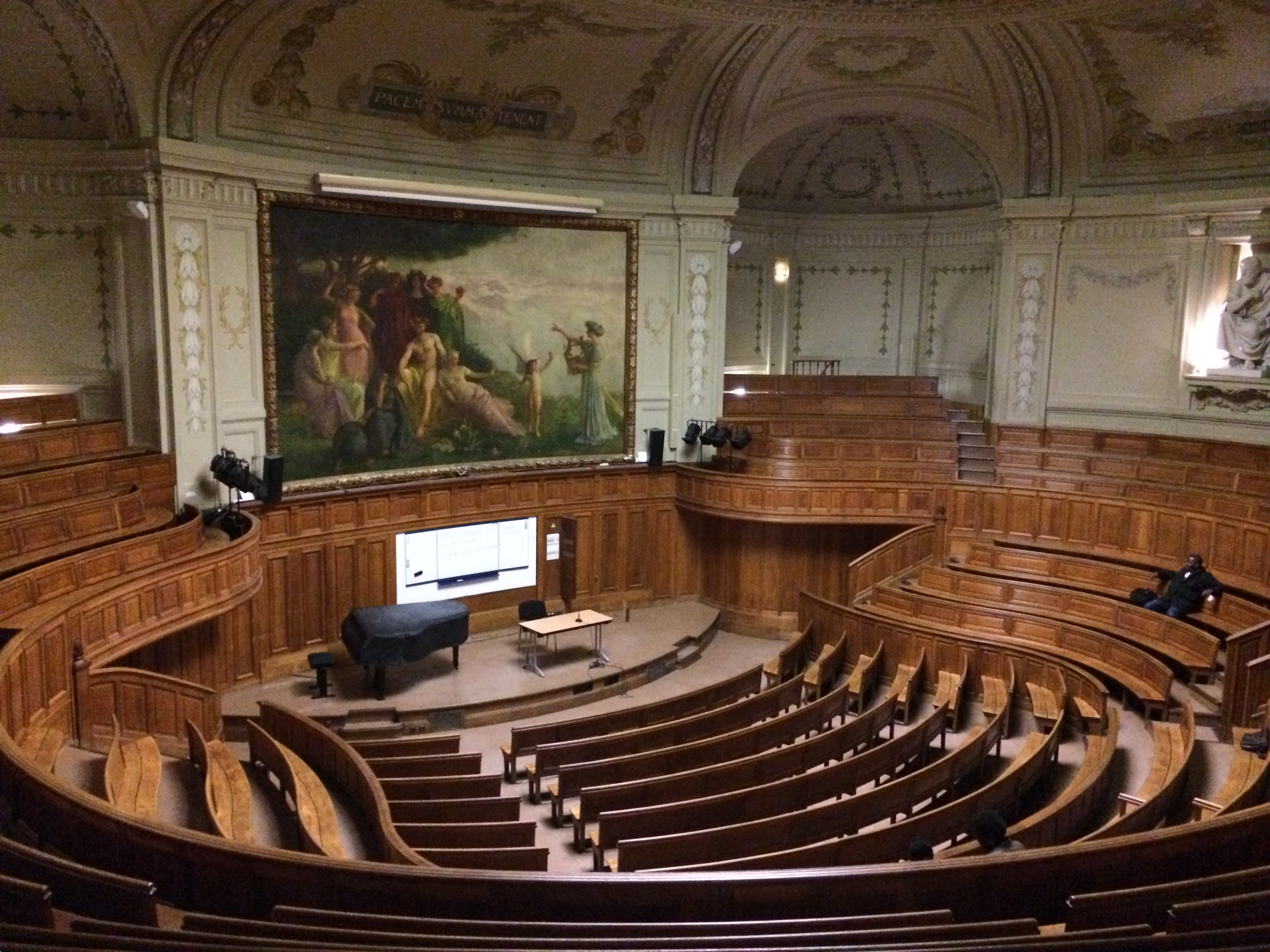
Anfiteatro de la Sorbona.

Estilo Tercera República es la denominación del estilo artístico, tanto en arquitectura, pintura y escultura, como en el ámbito de las artes decorativas, que se dio en Francia y sus colonias durante las últimas décadas del siglo XIX y las primeras del siglo XX, que correspondien al comienzo de la Tercera República Francesa. Su inicio se da tras la caída del Segundo Imperio Francés (derrota en la Guerra Franco-Prusiana, levantamiento y represión de la Comuna de París, 1871). Su término, coincidiendo con el de llamada belle époque, se prolongaría desde el fin de siécle ("final del siglo", 1900) hasta el inicio de la Primera Guerra Mundial (1914). Aunque la Tercera República continuó durante el periodo de entreguerras hasta 1940, el arte del periodo de entreguerras se desarrolló bajo planteamientos muy distintos, excepto en encargos públicos, como los memoriales de guerra, habitualmente realizados con una estética conservadora.

## Estética
Sigue al llamado "estilo Segundo Imperio", del que no significa una ruptura radical, sino una prolongación. El proyecto del palacio de la ópera de París, que Charles Garnier venía desarrollando, se completó en 1875, tras catorce años de trabajos; convirtiéndose en un manifiesto emblemático, válido para ambos estilos. Durante las obras, antes de la caída del Imperio, la emperatriz Eugenia de Montijo le había planteado sus dudas, recibiendo una esclarecedora respuesta:

«Ce n'est pas un style !... Ce n'est ni du grec, ni du Louis XV, pas même du Louis XVI». La réponse du jeune architecte résume bien l'éclectisme qu'il souhaite appliquer à son oeuvre: «C'es du Napoléon III, Madame!»
«¡Esto no es un estilo!... No es ni griego, ni Luis XV, ni siquiera Luis XVI». La respuesta del joven arquitecto resume bien el eclecticismo que deseaba aplicar a su obra: «¡Es Napoleón III, Señora!».

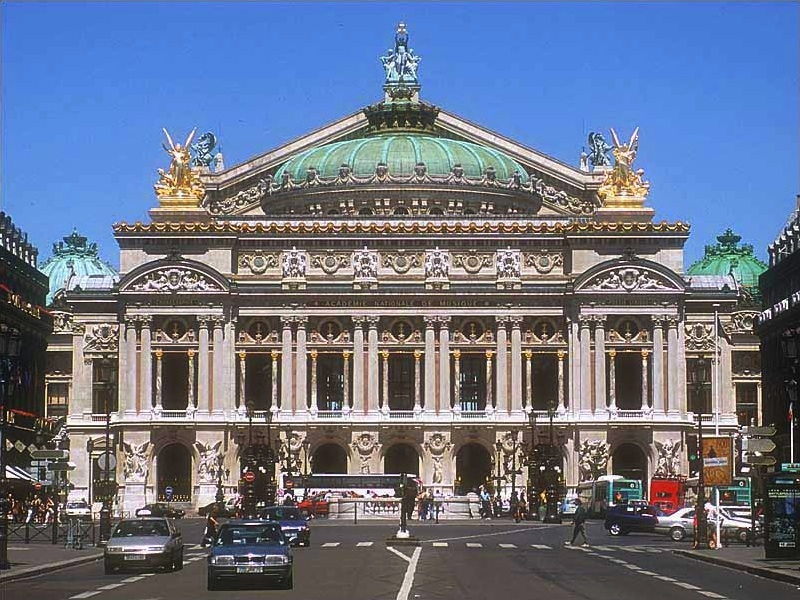
Fachada del Palais Garnier, París, 1875.

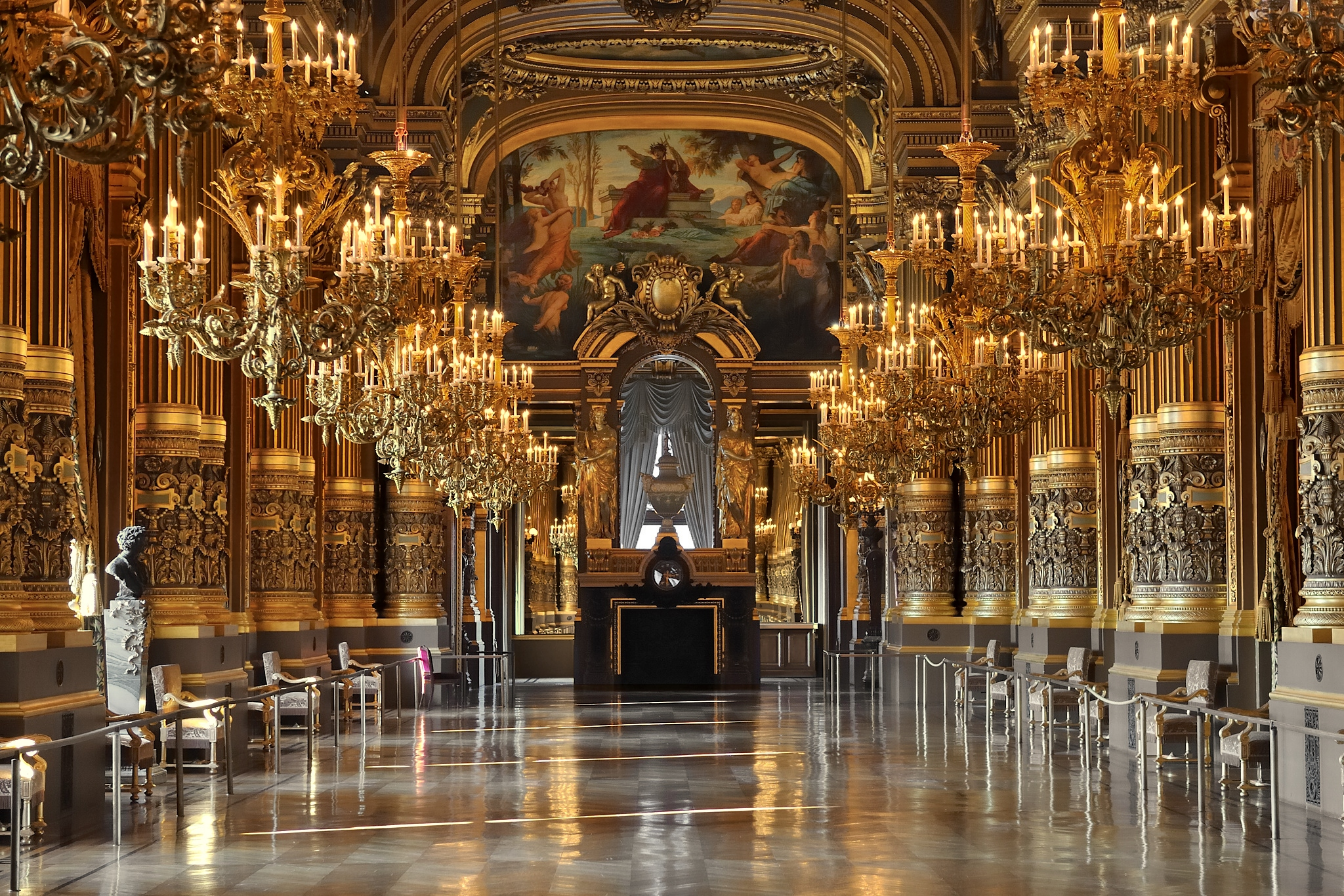
Grand Foyer del Palais Garnier.

En uno de sus aspectos se conoce como style Troisième République flamboyant ("estilo Tercera República flamígero") o neobarroco, mientras que en otro de sus aspectos se conoce como style Beaux-Arts ("estilo Bellas Artes" -por la École des beaux-arts y la Académie des beaux-arts ), caracterizado por el eclecticismo (arquitectura ecléctica).

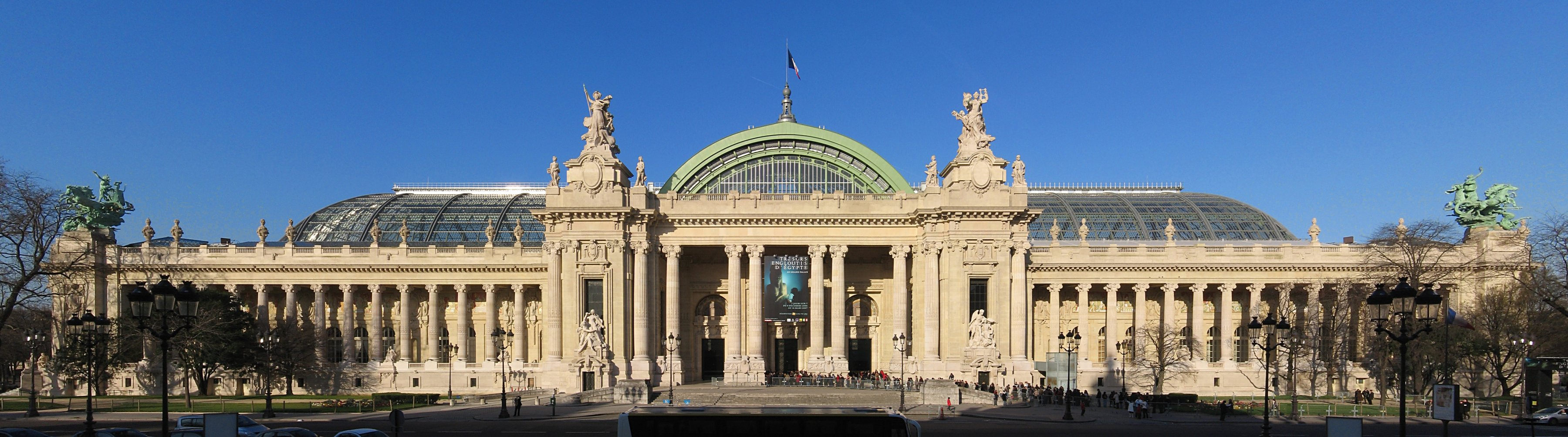
Grand Palais, de los arquitectos Henri Deglane, Albert Louvet, Albert Thomas y Charles Girault, 1897-1900. Los grupos escultóricos, de Georges Récipon.

Su equivalencia con el academicismo, el historicismo y el eclecticismo, queda marcada en este texto de César Vallejo:

¡Lucien Guitry, un encarnizado ser de traje! Vestía de todos los gustos y de todas las épocas: vestía de alumno del Conservatorio de París, y la línea del peinado estilo Tercera República...

El estilo Tercera República era conscientemente un arte conservador, que se oponía a las innovaciones contemporáneas (la pintura de los impresionistas, la escultura de Rodin, la arquitectura de hierro y cristal -como la propia Torre Eiffel, 1889-, el funcionalismo arquitectónico -iniciado en la escuela de Chicago desde el gran incendio de 1871-, el art nouveau, el simbolismo y muchas otras etiquetas -esteticismo, decadentismo, malditismo, incoherentes, nabis, naifs, etc.-); mientras que puede identificarse con manifestaciones similares en otros países: en Inglaterra, el arte o estilo victoriano tardío (arquitectura victoriana, escultura victoriana, pintura victoriana -que, además de los pintores británicos, contó con figuras extranjeras, como el holandés Lawrence Alma-Tadema o el francés James Tissot, que se instaló al otro lado del canal desde 1871-); en España el arte o estilo alfonsino (la arquitectura de Ricardo Velázquez Bosco, la pintura de José Moreno Carbonero o la escultura de Mariano Benlliure); en Estados Unidos (algunos de cuyos mayores pintores realizaron su obra en Europa) el estilo reina Ana, los cicloramas (popularizados por el francés Henri Félix Emmanuel Philippoteaux) o las bóvedas Guastavino; en Alemania el estilo kaiser Guillermo; en Italia el Vittoriano y otros monumentos a Víctor Manuel II, etc.

## Conceptos peyorativos
Su coexistencia con el rupturismo de los refusés y las primeras vanguardias, movimientos artísticos inicialmente marginales que reaccionaban contra el academicismo institucional y explícitamente deseaban épater le bourgeois ("escandalizar al burgués"); ha producido que, retrospectivamente, el arte conservador, academicista y ecléctico, que en la época respondía al gusto mayoritario, se haya minusvalorado frente a éstos (que han pasado a ser paradigmas del "arte moderno" o contemporáneo"); y se asocie a etiquetas peyorativas como art pompier (por su comparación con los cascos de los bomberos) o kitsch.
También hay quien niega o reduce a la insignificancia la propia existencia del concepto (en este ejemplo, comparándolo con la moda femenina, connotándolo como efímero o frívolo):

Si nous n'apercevons pas le style troisième République, c'est peut-être parce qu'il n'existe pas. C'est pourquoi il faut louer M. Lalique, après avoir paré la femme moderne, de s'occuper maintenant a parer la maison moderne.
Si no nos apercibimos del estilo Tercera República, puede ser que sea porque no existe. Por eso hay que elogiar a Monsieur Lalique [ René Lalique ], tras haber adornado a la mujer moderna, por ocuparse ahora de adornar a la casa moderna.

## Muebles
En el mobiliario se tendía a la reproducción de modelos historicistas, particularmente los del Renacimiento francés (estilo Luis XIII, estilo Francisco I, estilo Enrique II).

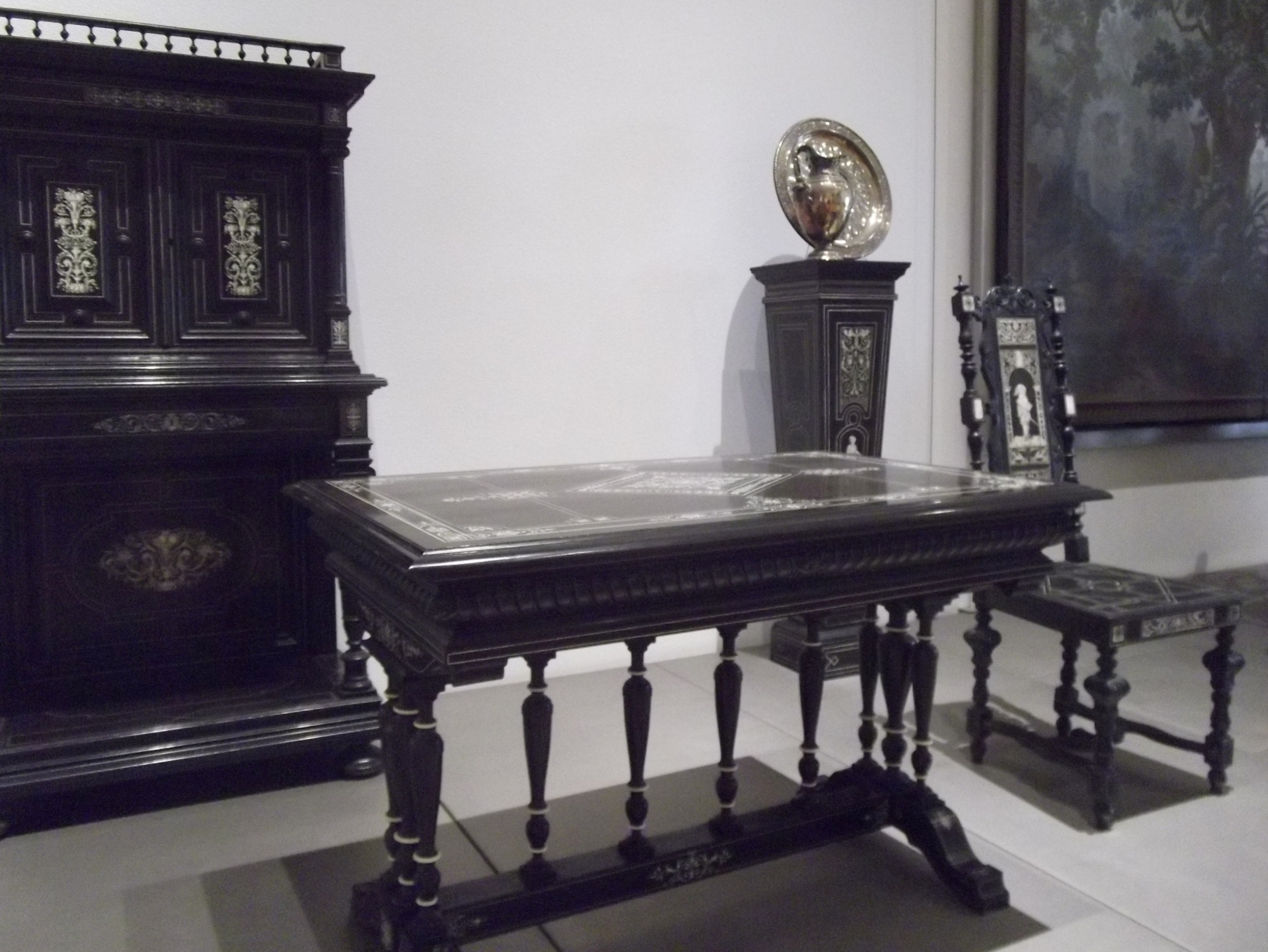
Mobiliario de salón estilo neo-Renacimiento (Enrique II), hacia 1880.
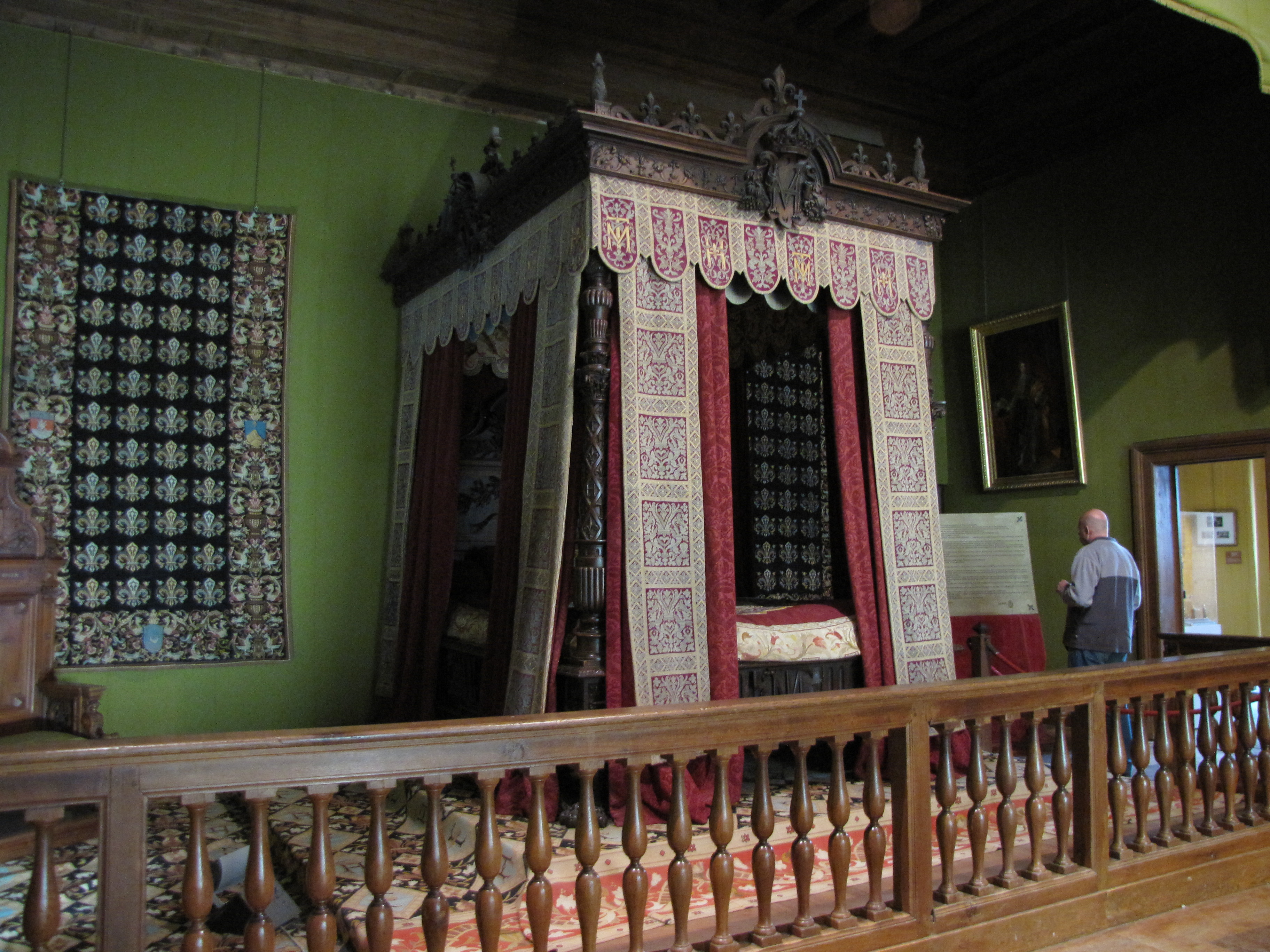
Cama de Henri d'Artois, conde de Chambord, en el château de Chambord, 1879.
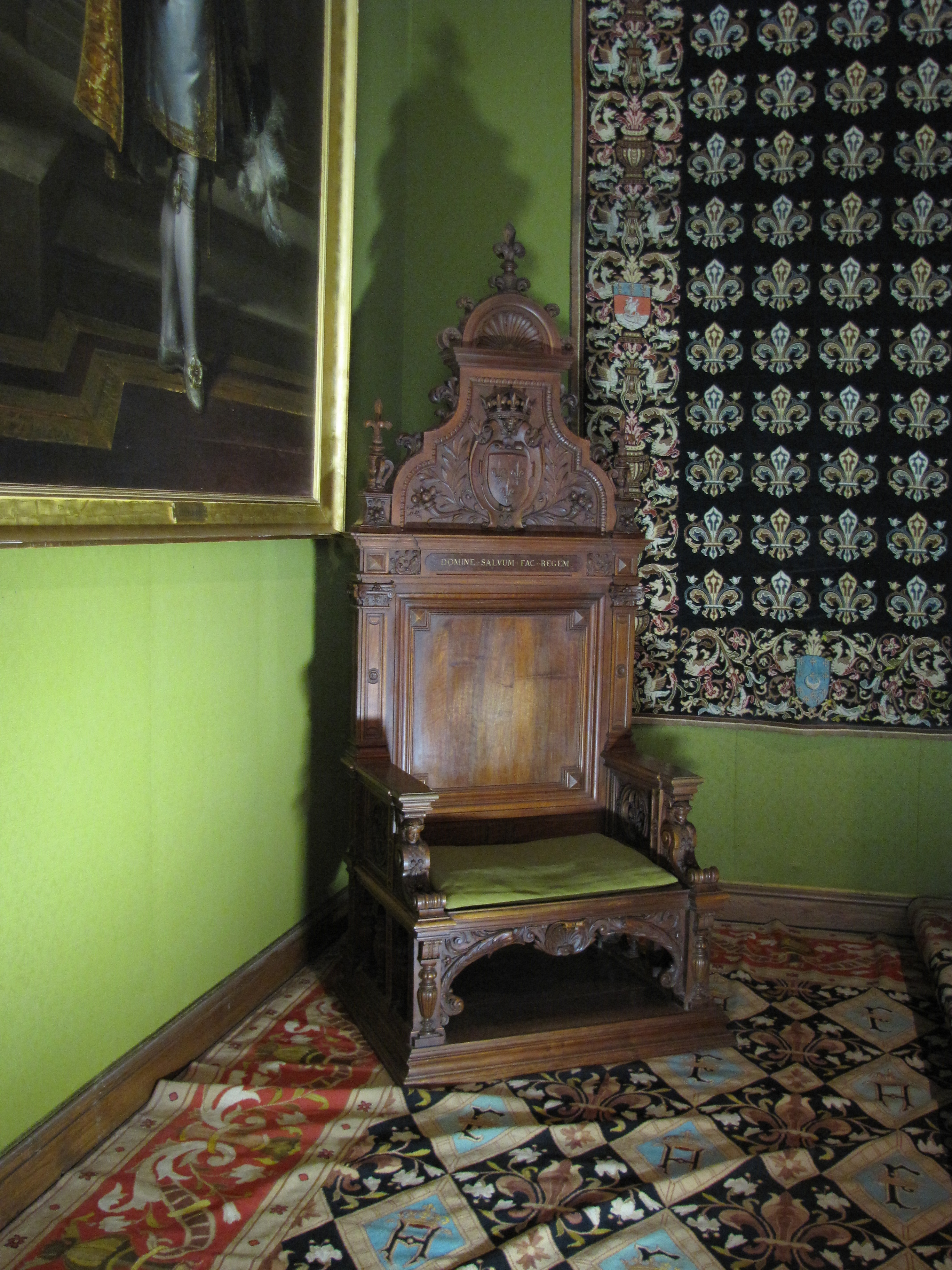
Ídem, trono.

## Pintura y escultura

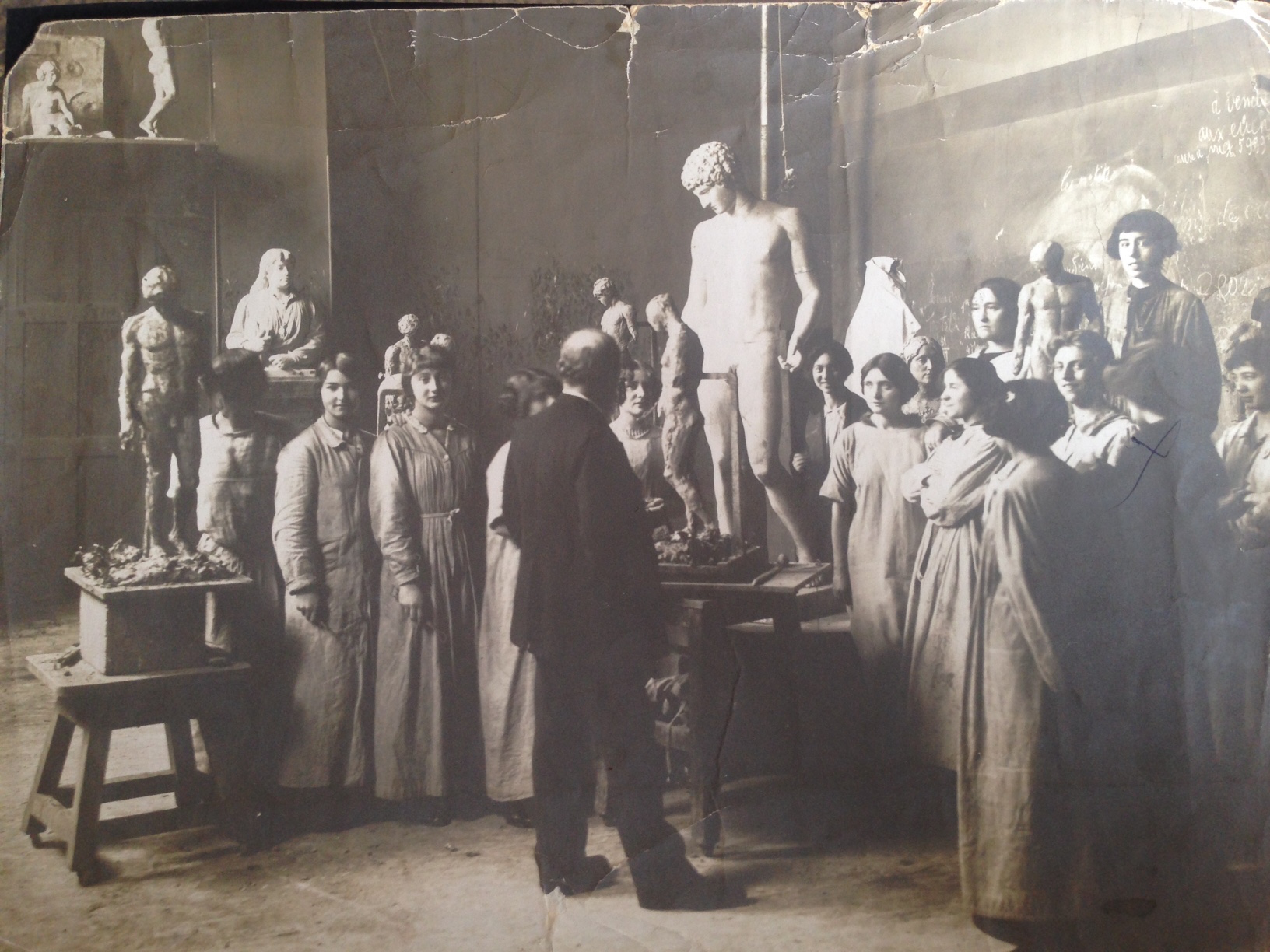
Alumnas del taller de Laurent Marqueste en la Ecole des Beaux-Arts de Paris ca. 1913. Raymonde Martin aparece marcada con una cruz.

Los monumentos públicos, la pintura de historia y el retrato eran géneros muy demandados. Es significativa la abundancia de representaciones de Juana de Arco, la reivindicación de cuya figura respondía al revanchismo tras la derrota ante Alemania, que había supuesto la pérdida de Alsacia y Lorena, suscitando un fuerte irredentismo nacionalista. Un simbolista, Pierre Puvis de Chavannes, aportó en cambio imágenes más alegóricas y menos ajustadas al conservadurismo dominante (Le balloon -"El globo"-, La esperanza que también fueron muy bien acogidas, dándole una celebridad que contribuyó a su elección como uno de los responsables de la decoración del Panteón de París, aunque la estética de este programa fue puramente académica (en algún caso, neobizantina); las propuestas de otros artistas innovadores, como el escultor Rodin, no fueron aceptadas. Este emblemático espacio experimentó significativos cambios al albur de las coyunturas políticas, que finalmente determinaron su "laicización"; especialmente a partir del entierro de Victor Hugo (1885), puesto que desde 1874 el programa iconográfico, sobre la historia de Francia, insistía en sus fundamentos católicos y monárquicos (como correspondía a esa fase de la República, gobernada paradójicamente por los monárquicos).
Se considera a William-Adolphe Bouguereau como el prototipo de la pintura académica francesa de la época. Se caracteriza por su elegancia, perfección técnica y composición armoniosa.
No obstante, el profundo debate sobre la separación de Iglesia y Estado continuó gravitando sobre la política y la opinión pública francesa, incluso después de la Ley de 1905.
Léon Bonnat se convirtió en el pintor oficial de los presidentes de la República (retrato oficial del presidente de la República francesa) y del Consejo; pero el género del retrato oficial terminó por ser suplantado por la fotografía.
Por otro lado, había un amplio margen para el desnudo en tanto en cuanto se sometiera al "buen gusto" asumido socialmente, lo que incluía un suave erotismo; pero, en cuanto se cruzaban los límites convencionales o los contextos aceptables (habitualmente limitados a alegorías y mitologías), se suscitaban sonoros escándalos.
Se recogen ejemplos por orden cronológico

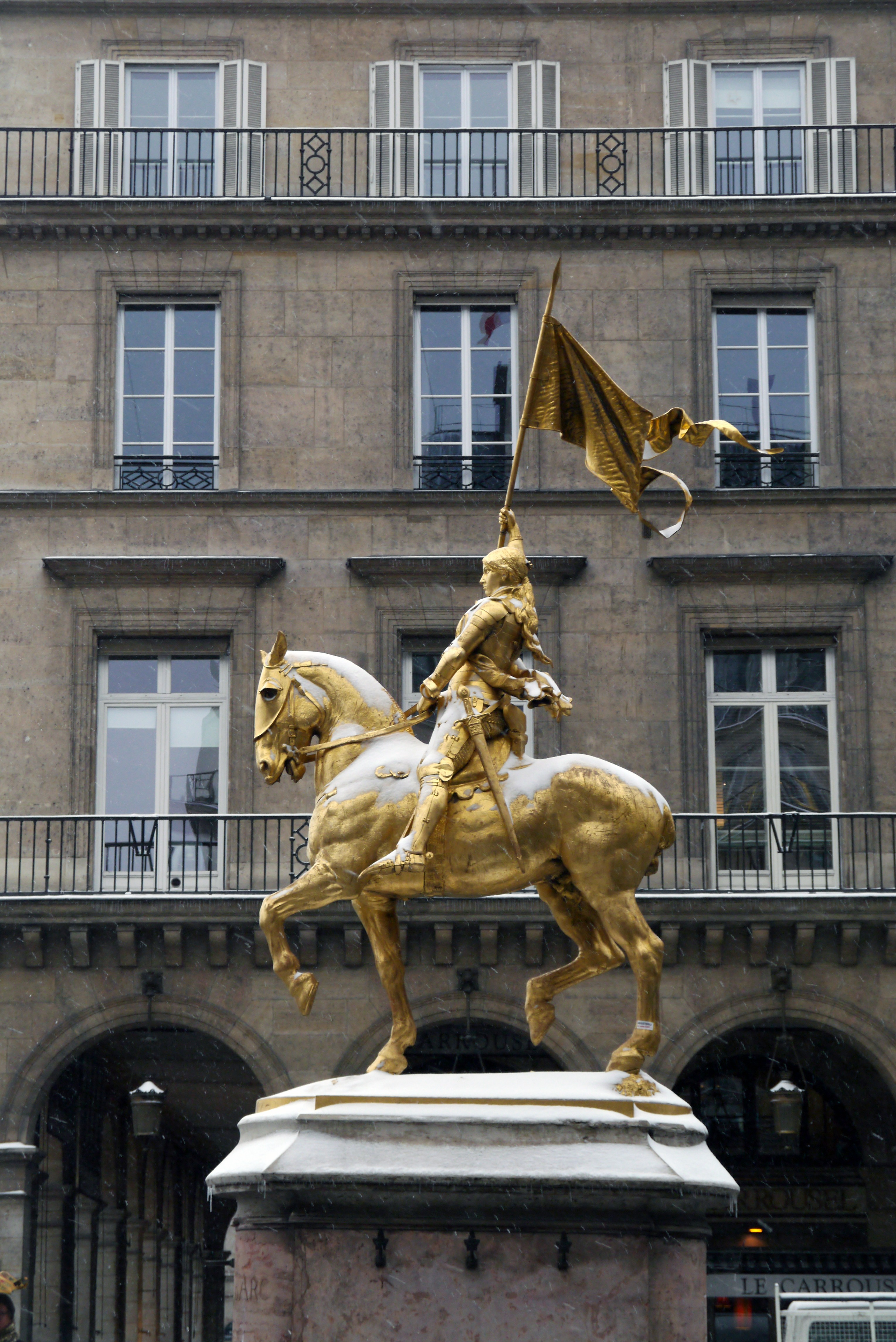
Estatua ecuestre de Juana de Arco (place des Pyramides, París), de Emmanuel Fremiet, 1874.
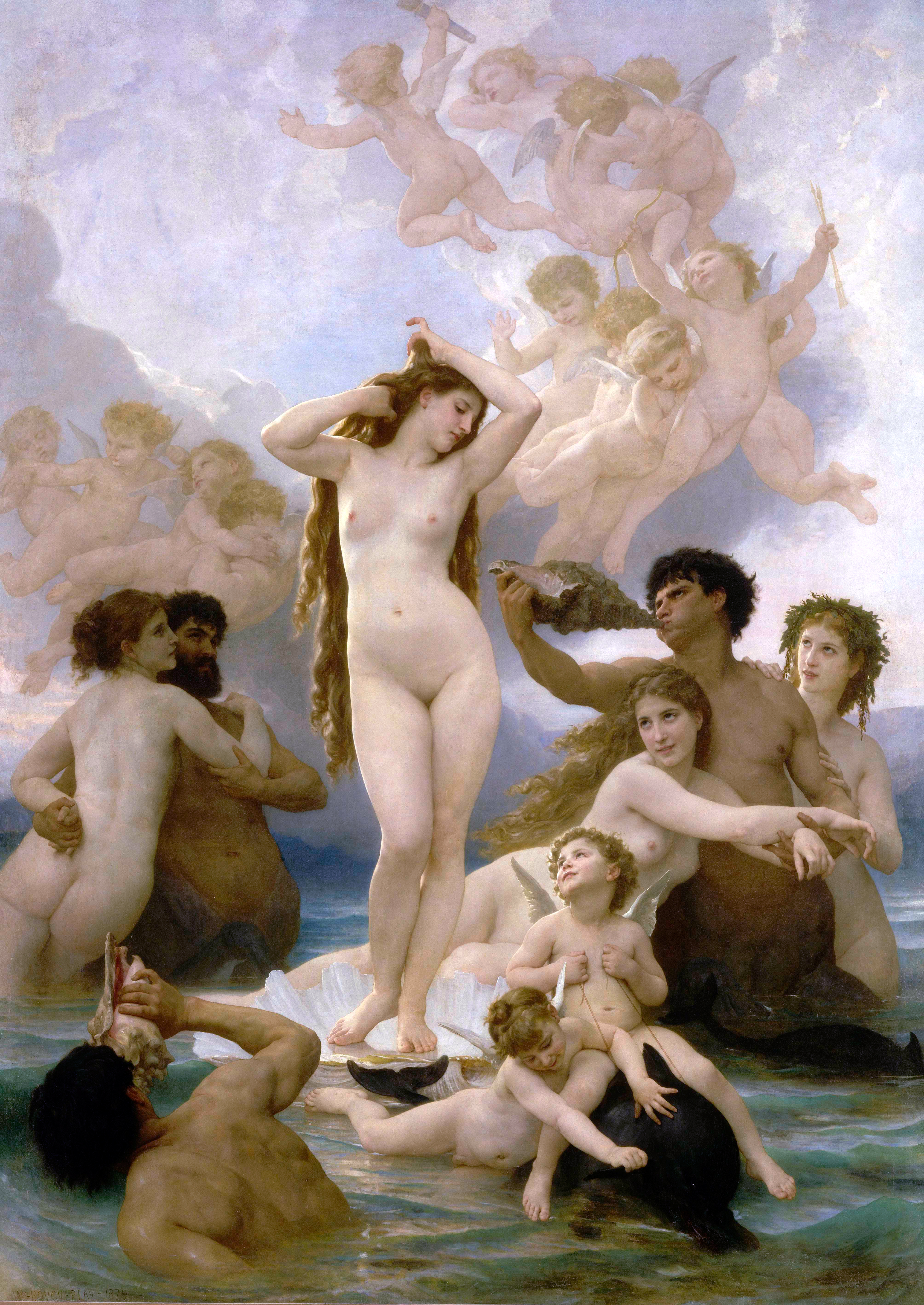
La Naissance de Vénus ("El nacimiento de Venus"), de William-Adolphe Bouguereau, 1879.
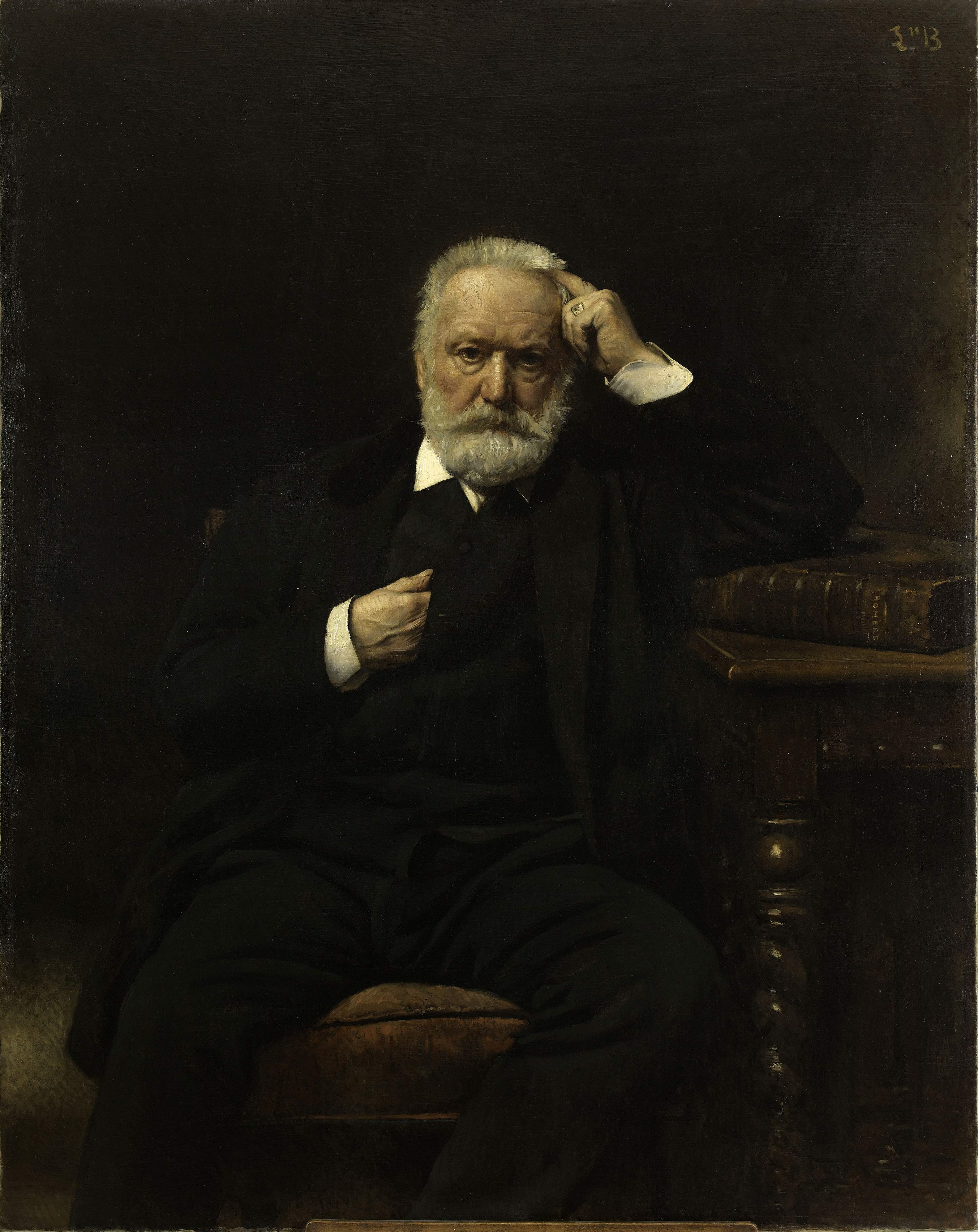
Retrato de Victor Hugo, de Léon Bonnat, 1879.
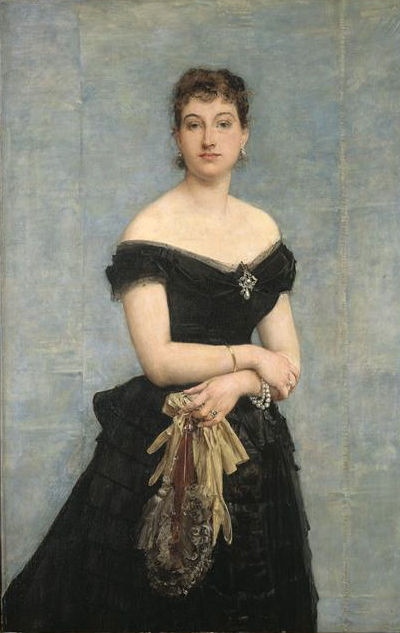
Retrato de Louis Singer, de Paul Baudry, 1884.
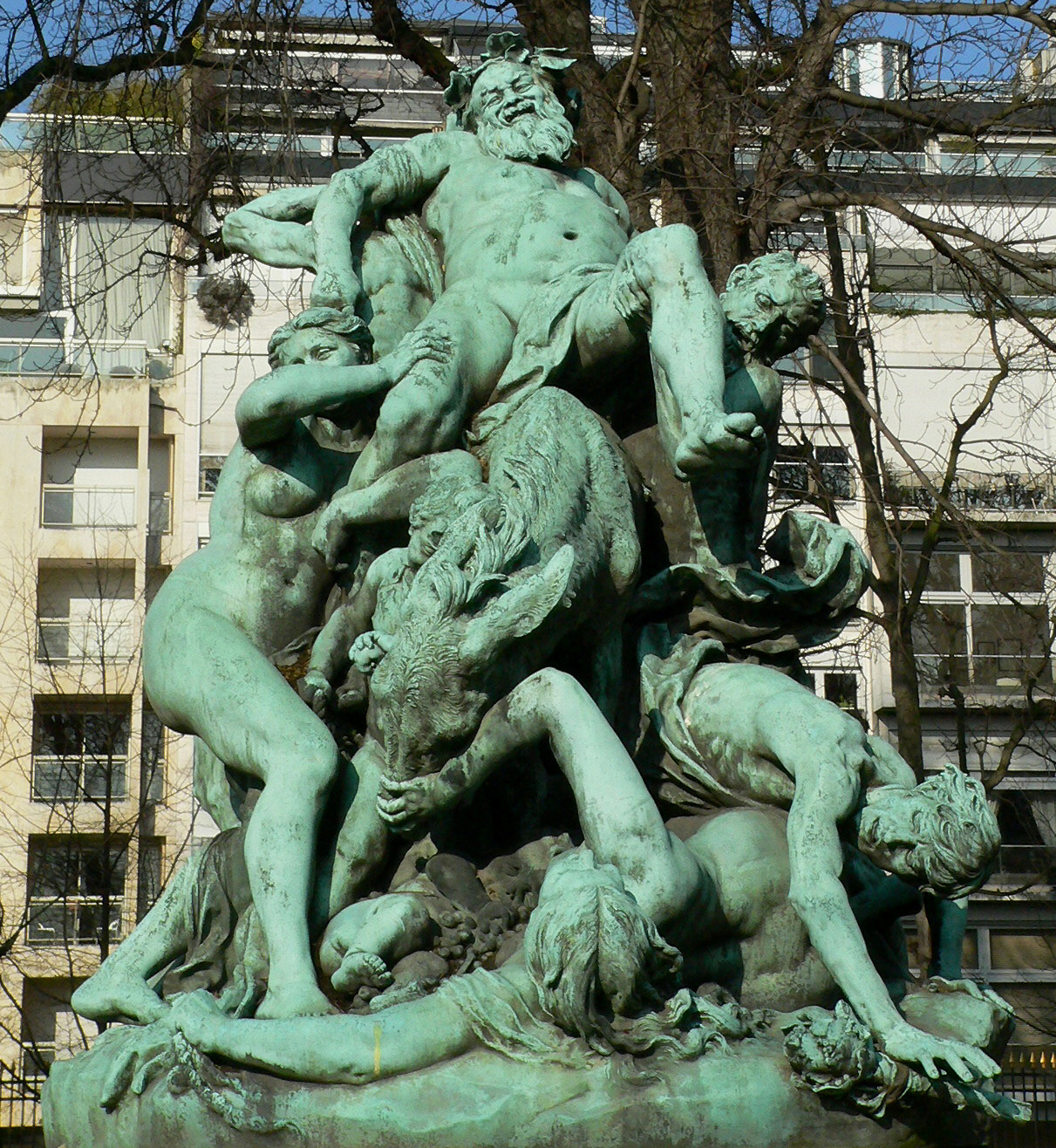
Jules Dalou, Le Triomphe de Silène (1885), Jardines de Luxemburgo.
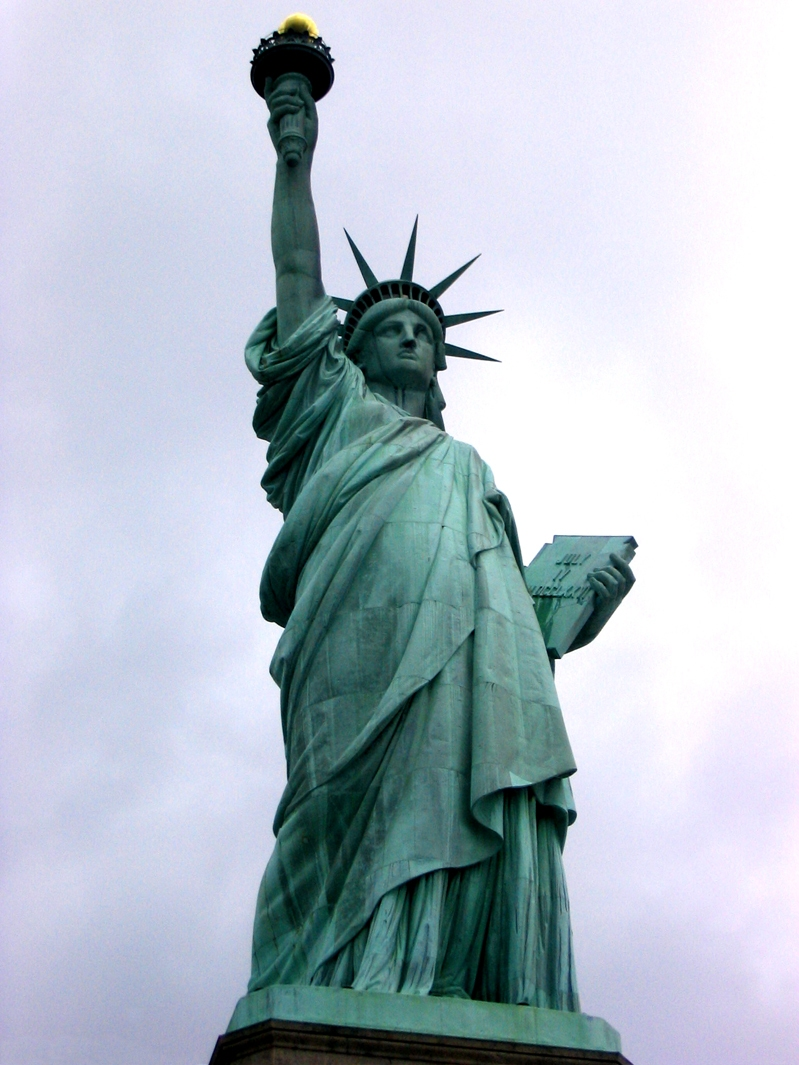
Estatua de la Libertad, de Bartholdi, 1886.
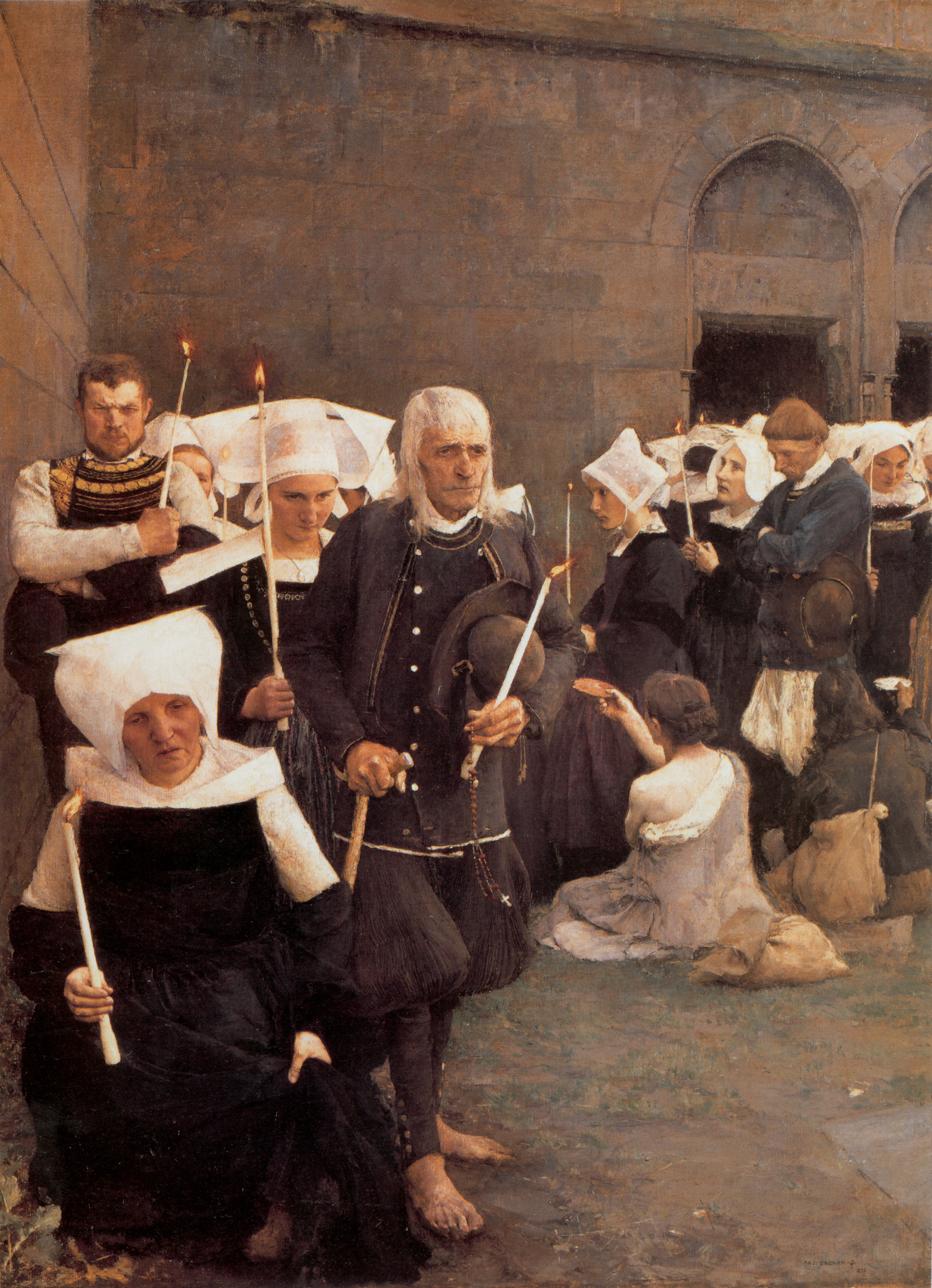
Le Pardon en Bretagne, de Pascal Dagnan-Bouveret, 1886.
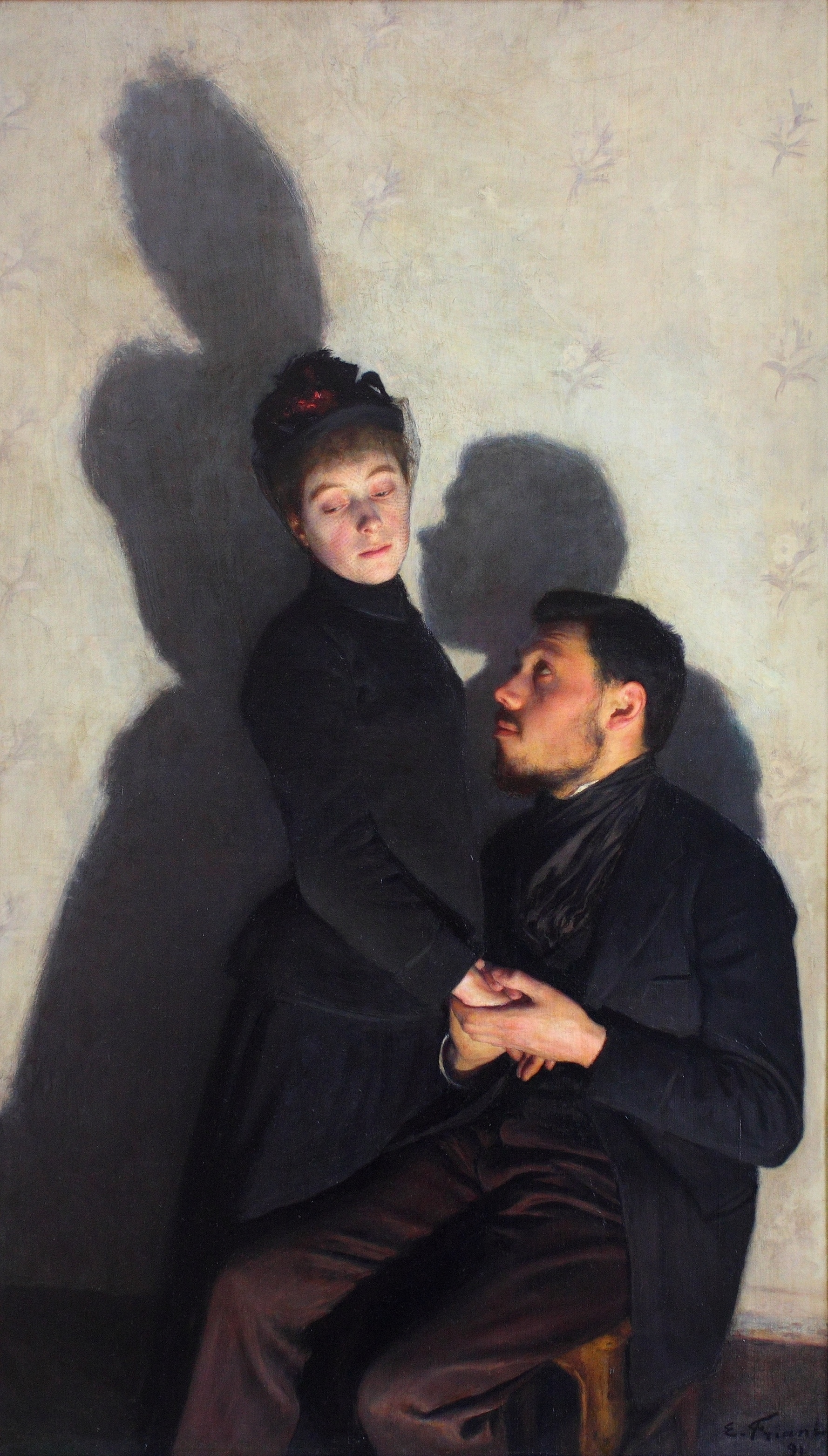
Ombres portées, de Emile Friant, 1891.
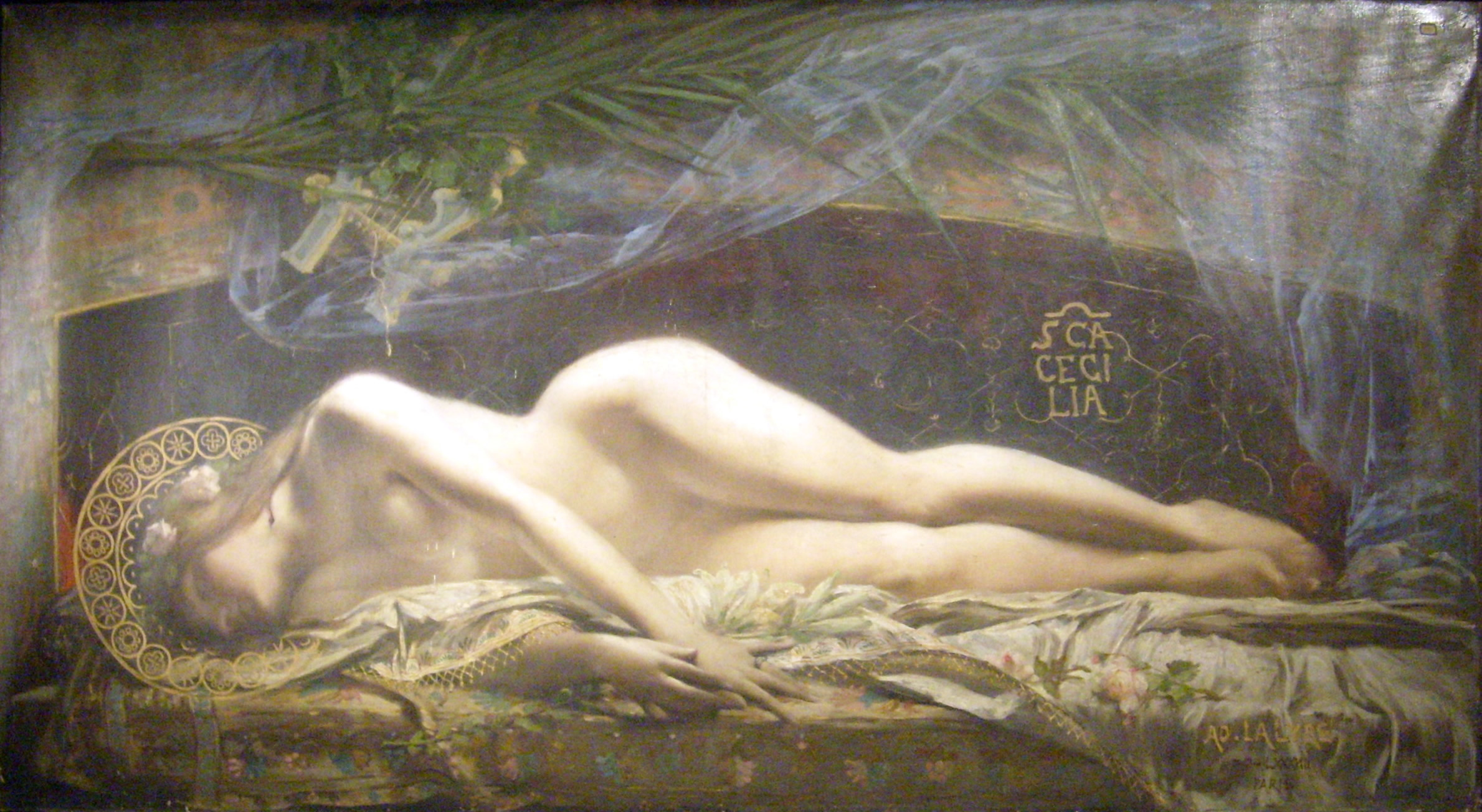
Santa Cecilia, de Adolphe Lalyre, 1896.
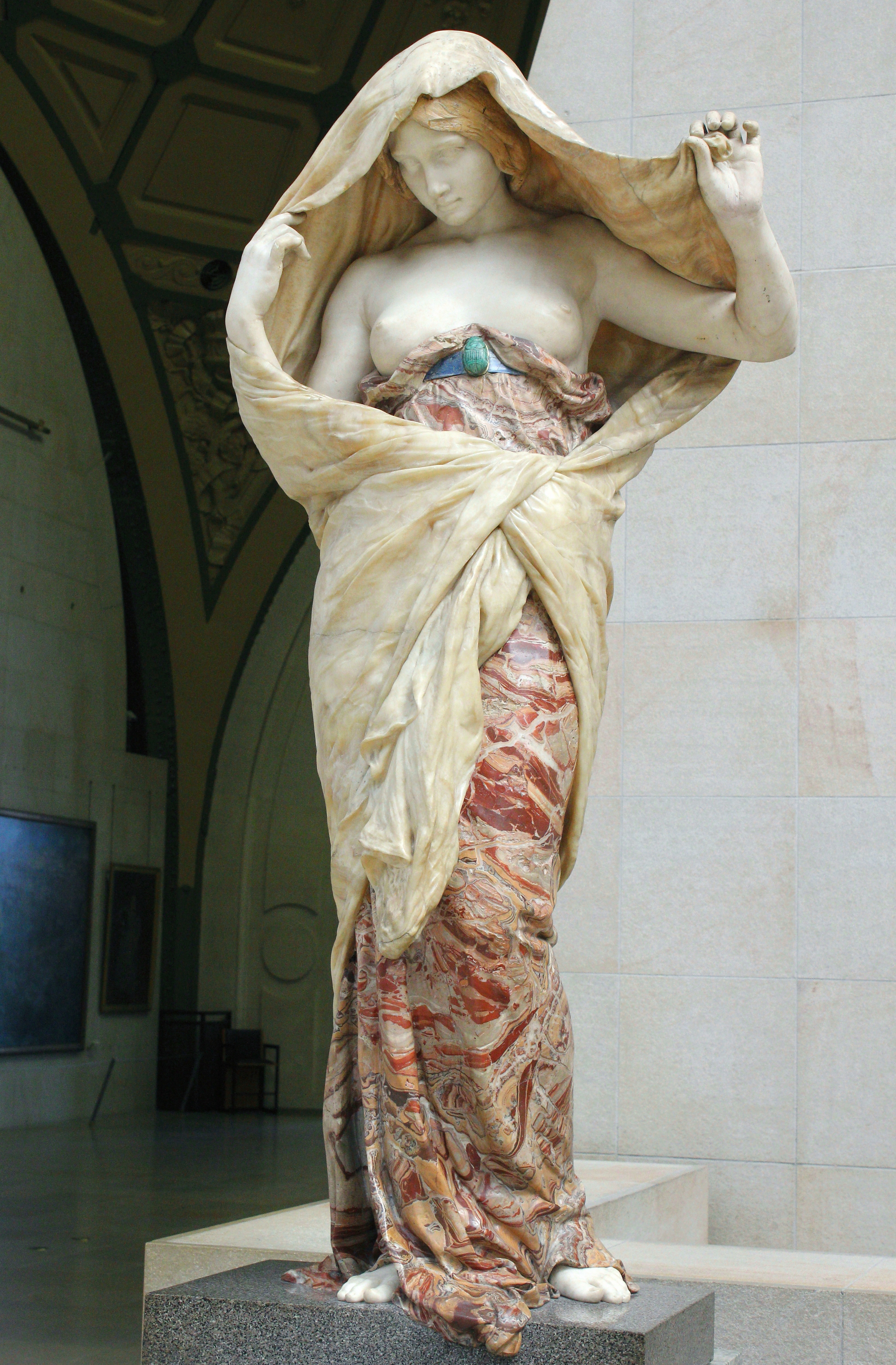
La Nature se dévoilant à la Science, de Ernest Barrias, 1899.
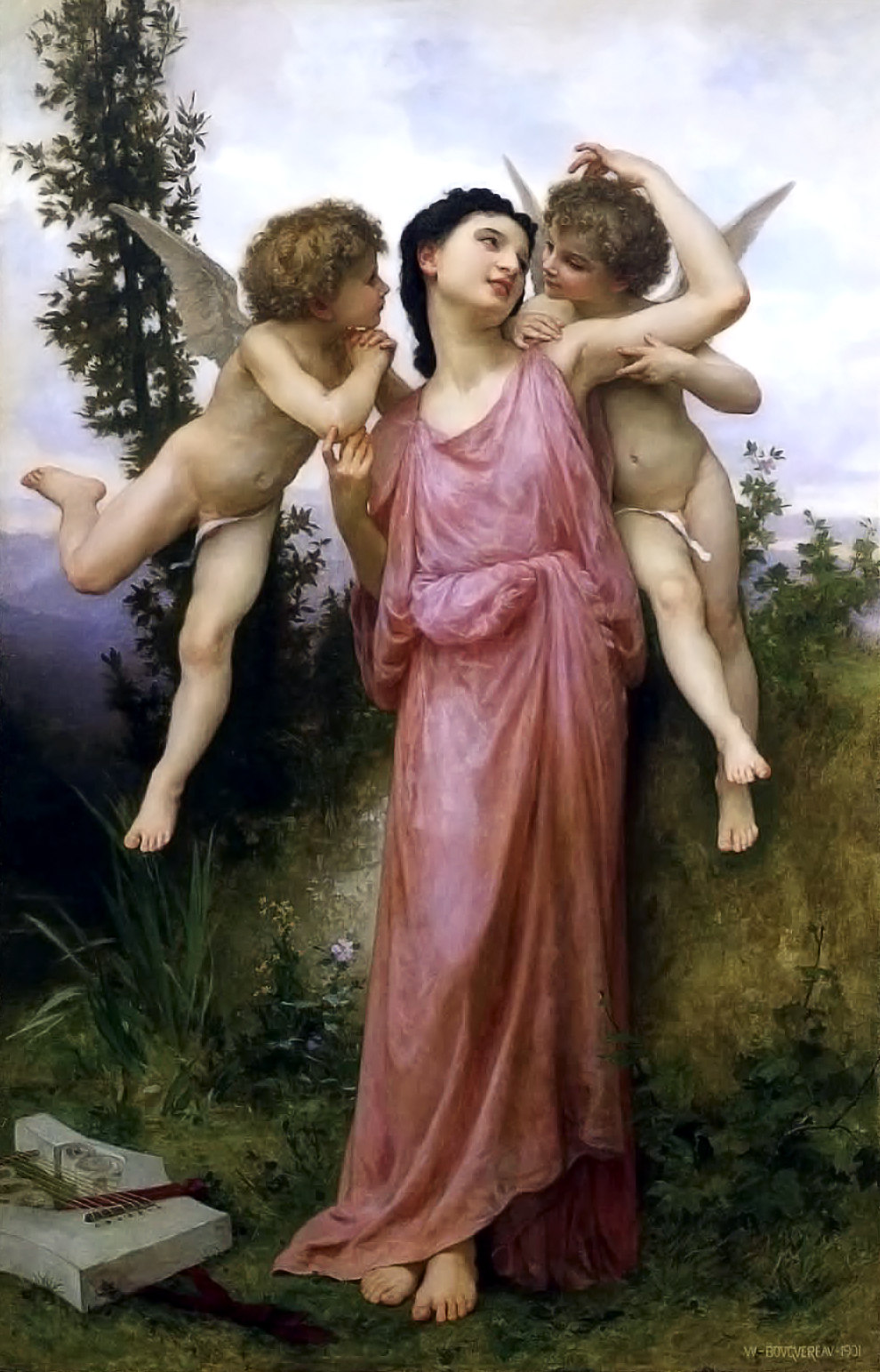
Tendres propos, de Bouguereau, 1901.